# Pèrgola

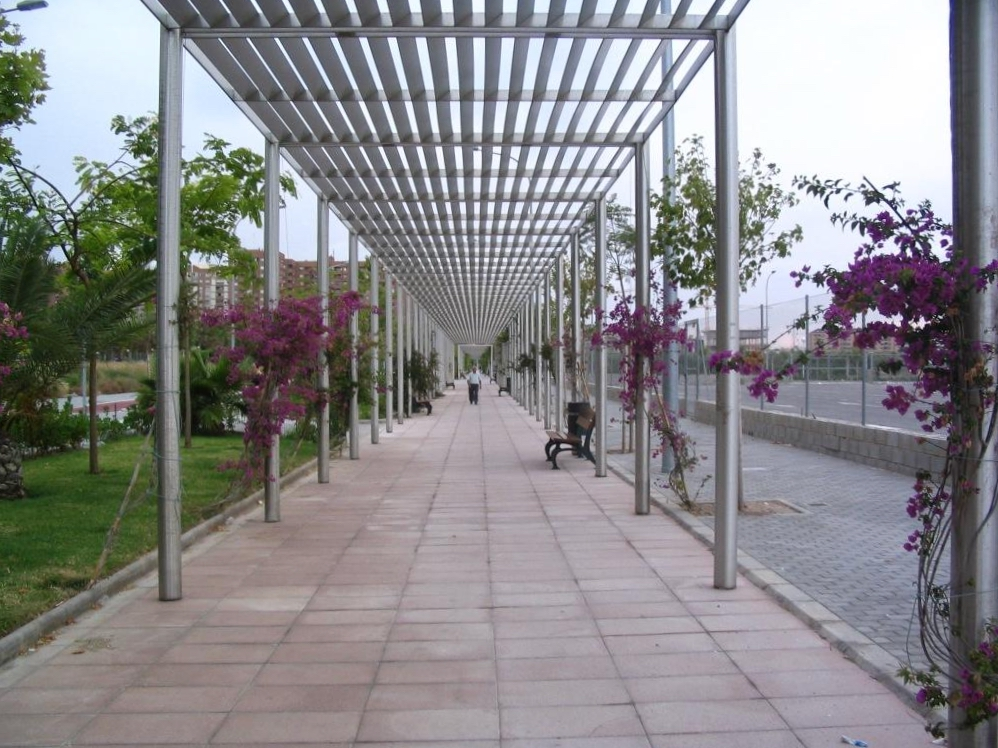
Pèrgola metàl·lica formada per pilars cilíndrics i llistons plans com sostrada. Les plantes enfiladisses (buguenvíl·lies, encara joves), amb el temps cobriran l'estructura i augmentaran la superfície d'ombra. El paviment porós sota l'estructura, tradicional en climes càlids, permet l'acumulació i posterior evaporació d'aigua refrescant el passeig.

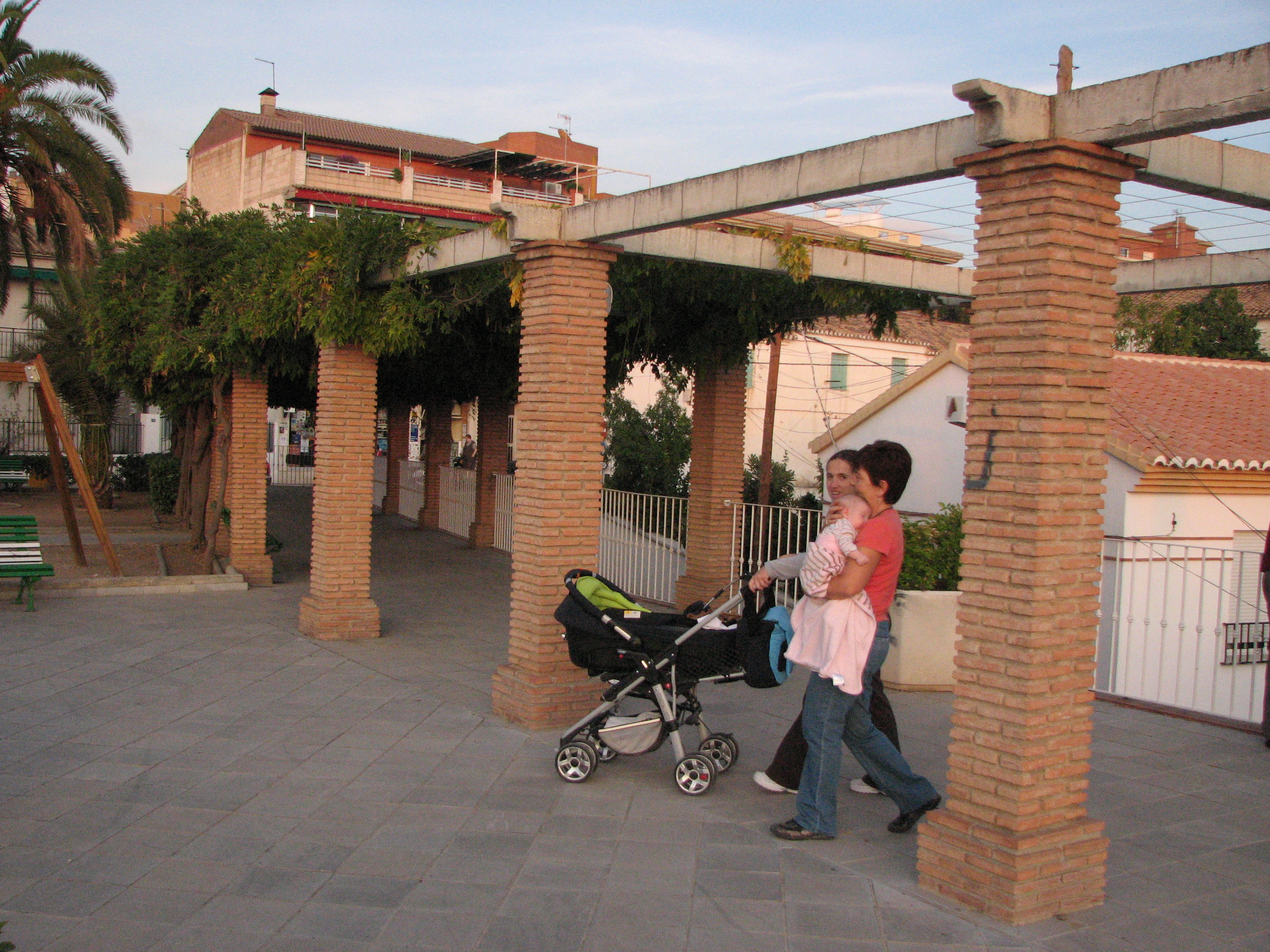
Pèrgola realitzada en obra: amb pals de maó àrab i bigues de formigó. Una estructura de cablejat d'acer dona suport a la vegetació entre biga i biga.

Una pèrgola és un element arquitectònic i estructural, conformat per un corredor flanquejat per columnes verticals (denominades pilars) que suporten bigues longitudinals que uneixen les columnes de cada costat, i altres transversals recolzades en les anteriors a una alçada igual o superior unint ambdós costats i que conformen un enreixat obert, on usualment es desenvolupen plantes enfiladisses.

## Característiques
La pèrgola pot ser independent o adossada a un edifici o una altra estructura: en aquest cas solen eliminar els pilars i subjectar les dorments d'aquest costat a l'estructura ja existent. L'ús més comú és la protecció de zones de pas d'una zona enjardinada, però poden també formar part d'un edifici o una casa com a protecció de zones de vianants.
Les pèrgoles poden enllaçar pavellons, poden fer de marquesines en les portes dels edificis cap a zones enjardinades com terrasses o piscines, i poden ser estructures completament autònomes que proporcionen ombra i refugi al llarg d'un camí.
Les pèrgoles són elements arquitectònics de major longevitat que els "túnels verds" dels jardins de l'edat mitjana i principis del Renaixement, els quals estaven sovint formats per brots joves i flexibles de salzes o avellaners units pel cap per formar una sèrie d'arcs, sobre els quals es teixien uns llistons longitudinals, on es desenvolupaven les plantes enfiladisses per fer un passeig fresc, ombrejat i moderadament sec.

## Història

### Orígens
L'origen de la paraula prové del terme llatí pergula. El terme en italià ja era utilitzat al voltant de 1645 i en anglès al voltant de 1675.

### Jardins històrics
A la Villa La Pietra de Florència els segments corbats interiors i exteriors dels passejos verds, precursors de les actuals pèrgoles, formaven una estructura que podia ser vista des d'una terrassa situada més amunt i proporcionaven una mica d'intimitat a la llar oferint una visió frondosa d'un hort enclavat que evocava el Jardí de l'Edèn.
L'artificialitat tan natural de les pèrgoles les va convertir en un dels elements preferits dels jardins naturalistes d'estil anglès dels segles XVIII i XIX. Algunes de la pèrgoles més belles van ser realitzades amb pilars de maó i pedra i travessers rígids com a elements característics dels jardins dissenyats per Sir Edwin Lutyens i Gertrude Jekyll, convertint aquestes estructures fermes i luxosament plantades en signatura dels seus dissenys. Una pèrgola especialment extensa es troba als jardins de The Hill, Hampstead (Londres), dissenyada per Thomas Mawson per al seu client W.H.Lever.

### Pèrgoles modernes
El materials de disseny de la pèrgola moderna, que inclou fusta, vinil, fibra de vidre, alumini i clorur de polivinil (PVC) en lloc de pilars de maó o pedra, són més assequibles i estan augmentant en popularitat. Les pèrgoles de fusta es fabriquen a partir de fusta resistent a la intempèrie, tals com cedre vermell occidental (Thuja plicata) o, antigament, de sequoia de la costa (Sequoia sempervirens), es pinten o barnissen, o utilitzen fusta tractada amb conservants per a ús a l'exterior. Per a una alternativa a la fusta de baix cost de manteniment es poden utilitzar vinil, fibra de vidre, alumini i PVC. Aquests materials no requereixen pintura o barnissat anual com una pèrgola de fusta i la seva fabricació pot fer-los encara més forts i duradors que una pèrgola de fusta.

## Galeria d'imatges

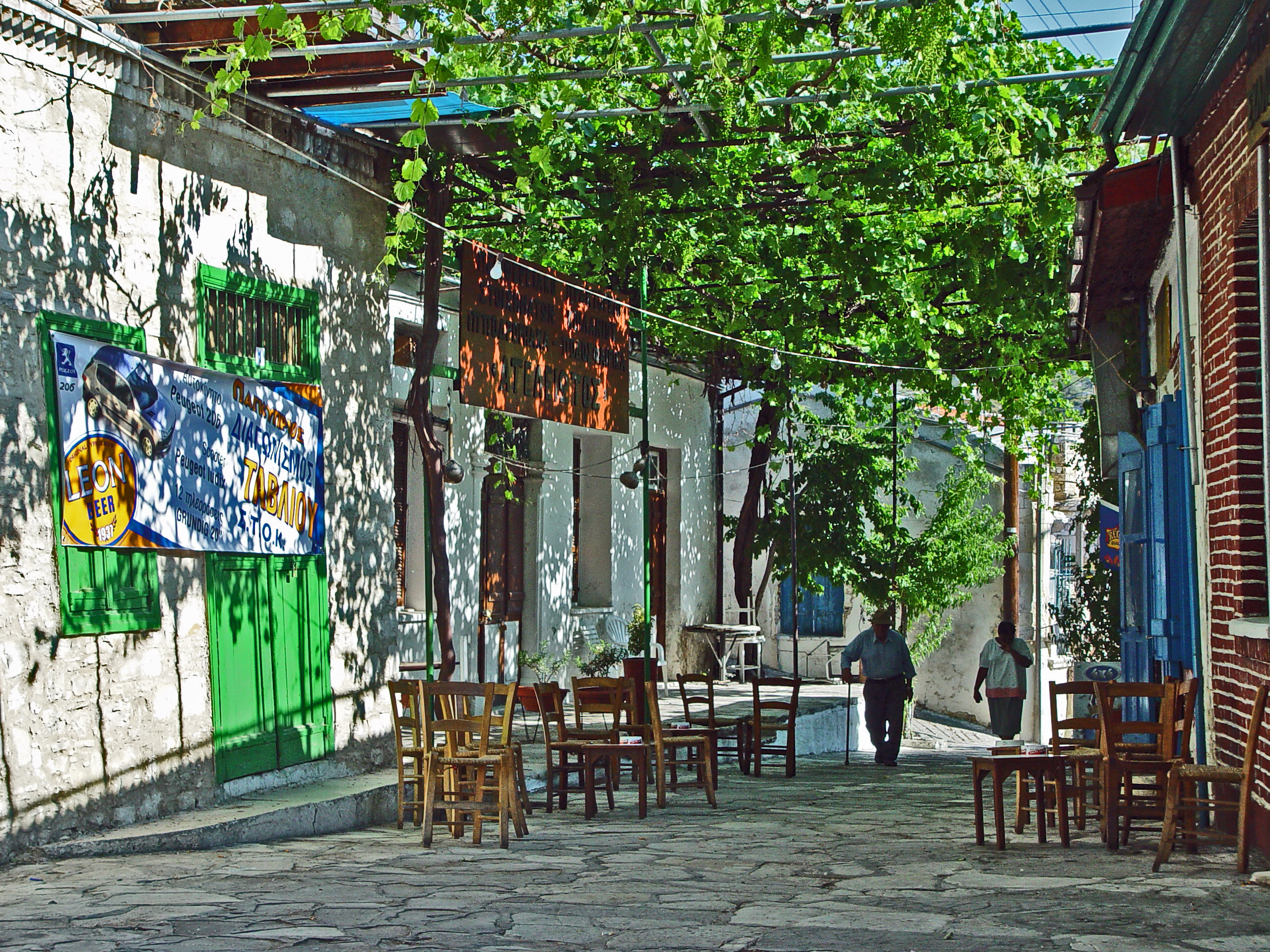
Carreró amb pèrgola coberta de vinya al centre del poble de Koilani, Xipre
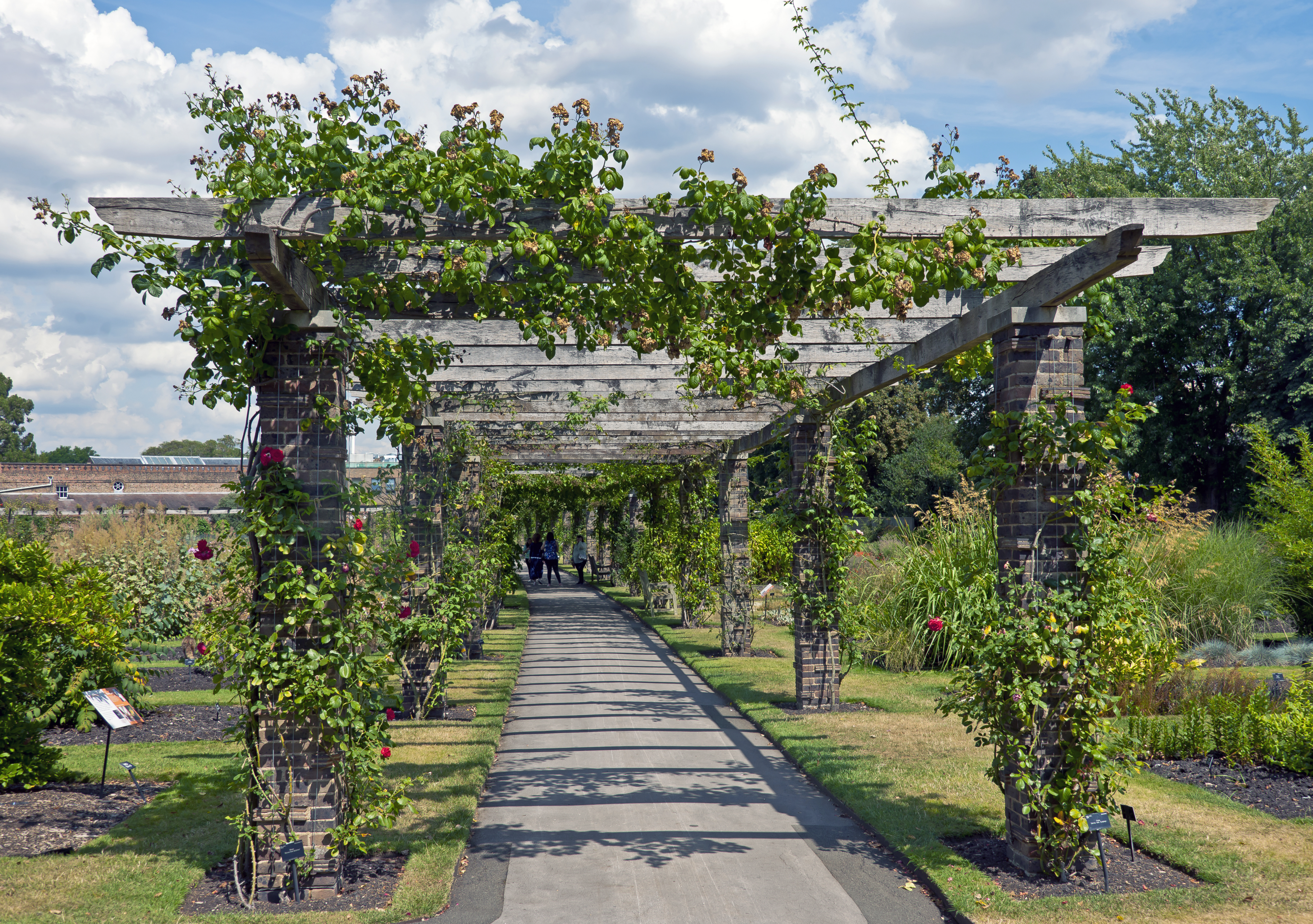
Pèrgola als Kew Gardens, Londres
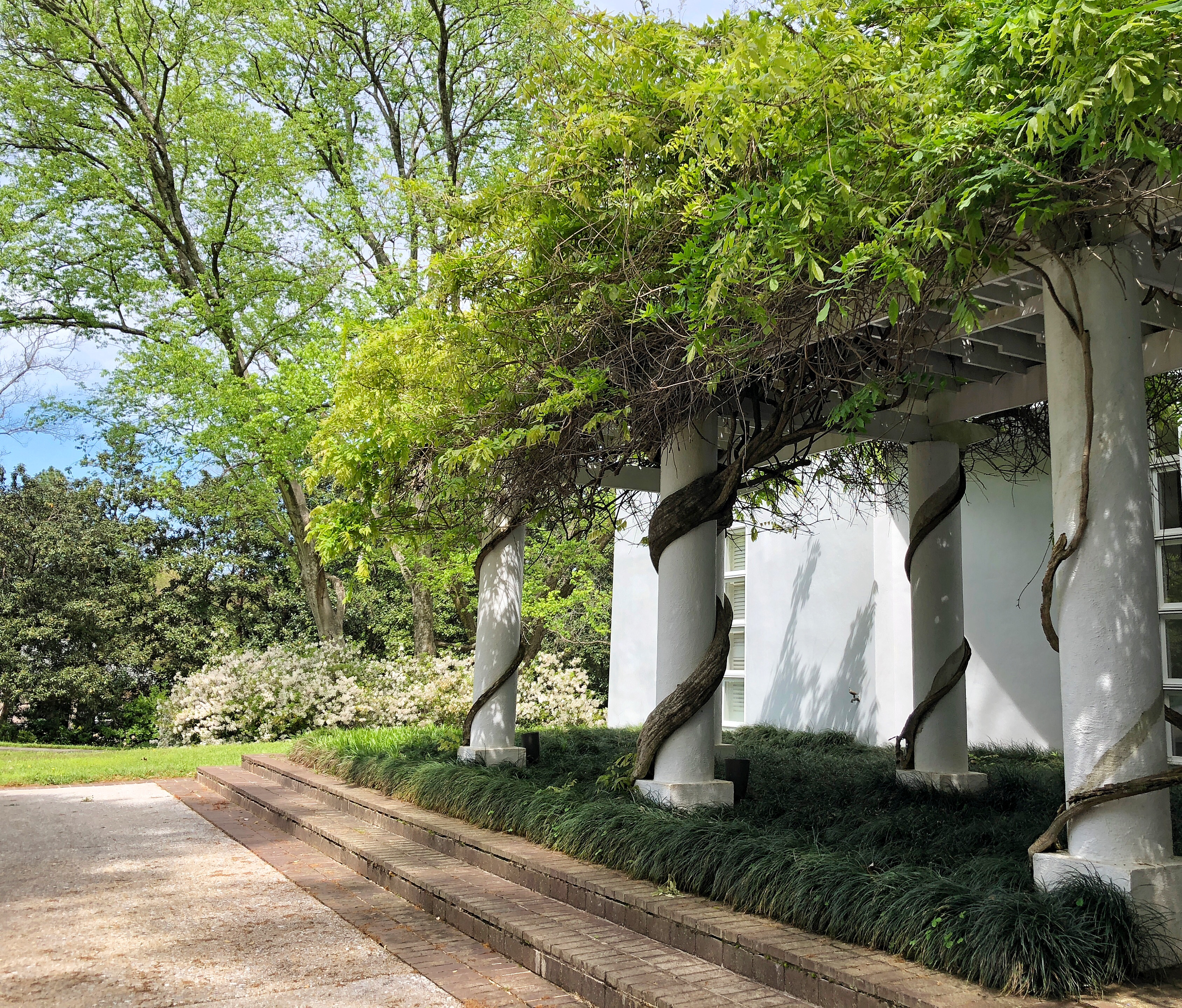
Pèrgola coberta per anglesina a una casa particular a Alabama
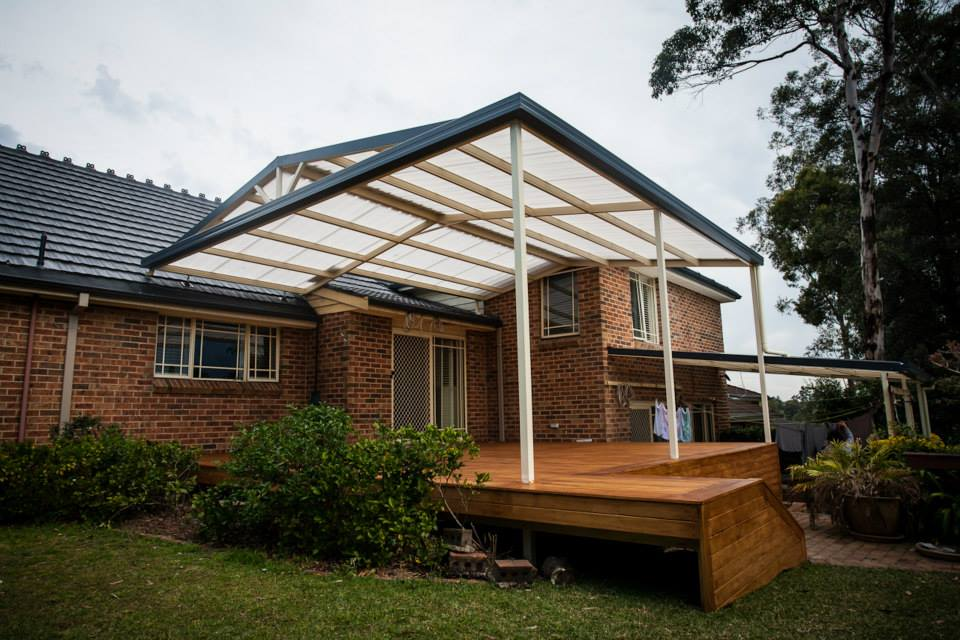
Pèrgola australiana amb marc d'acer
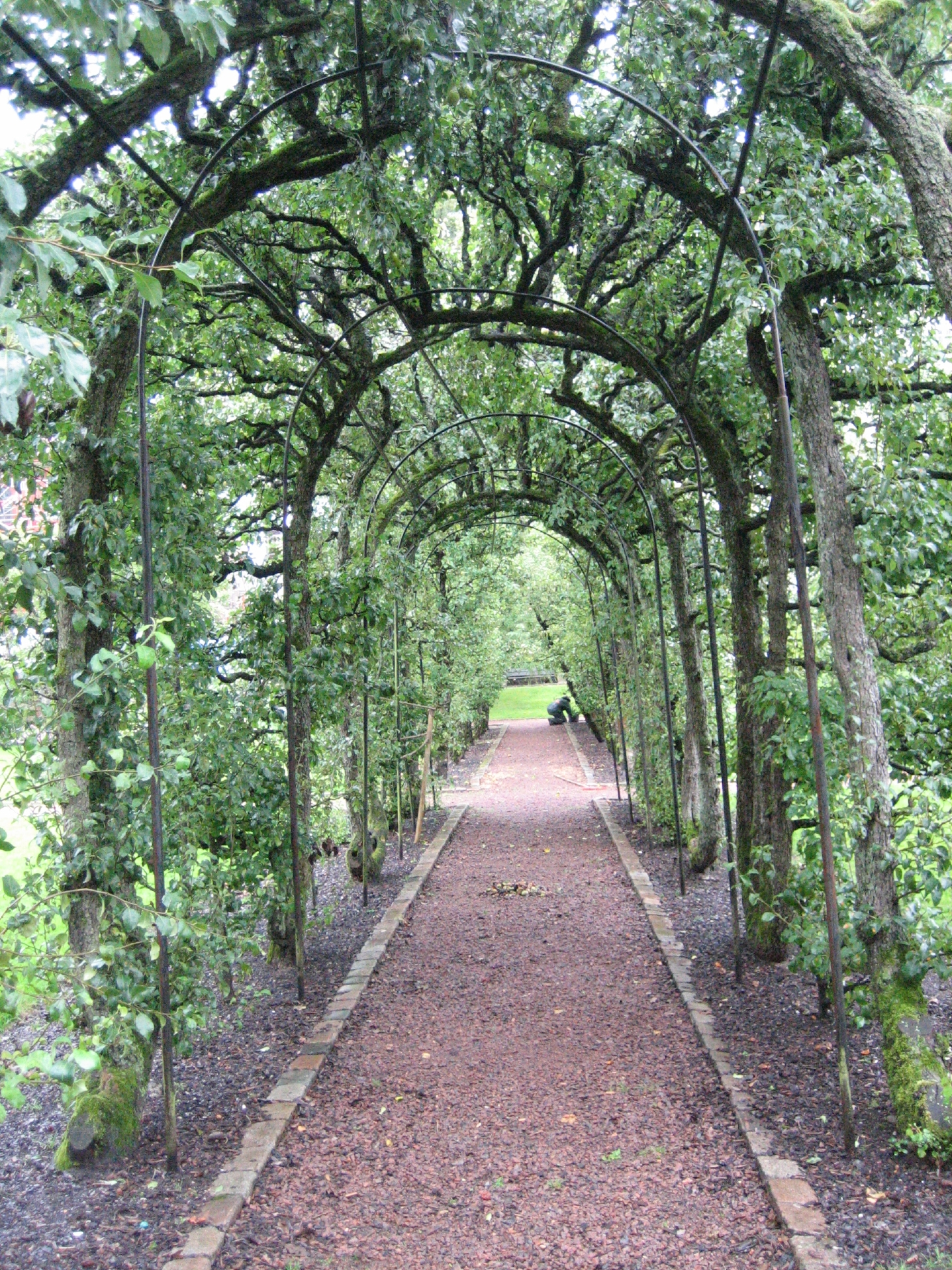
Pèrgola a l'exterior d'un edifici de la Universitat de Gotemburg
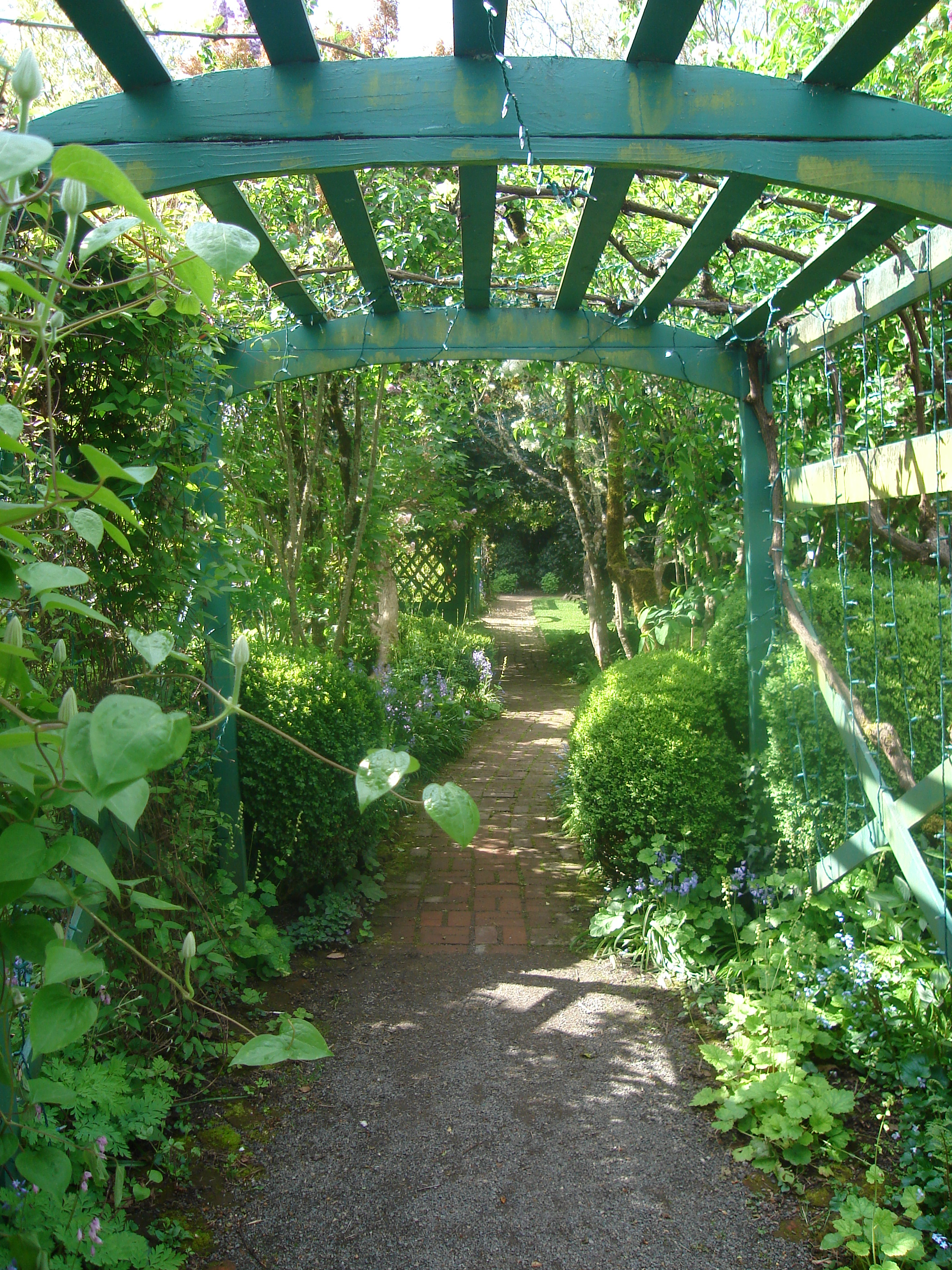
Pèrgola de fusta en un jardí d'Oregon (EUA)
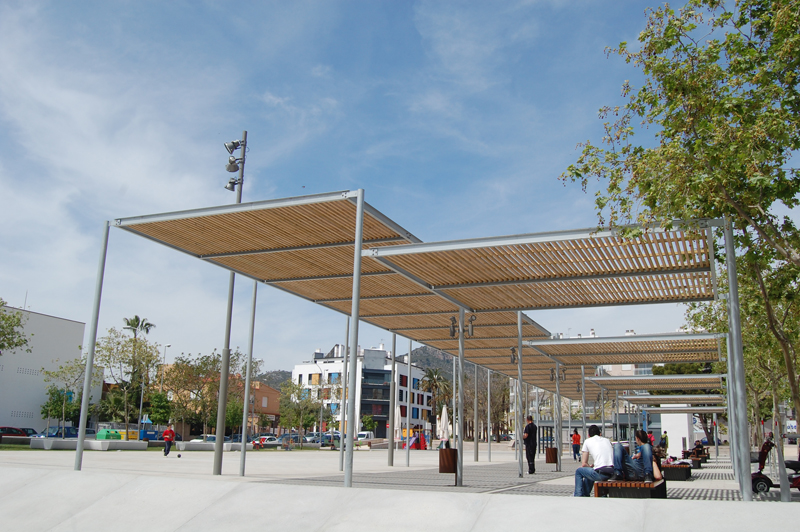
Pèrgola a la Plaça de les Corts, Benicàssim
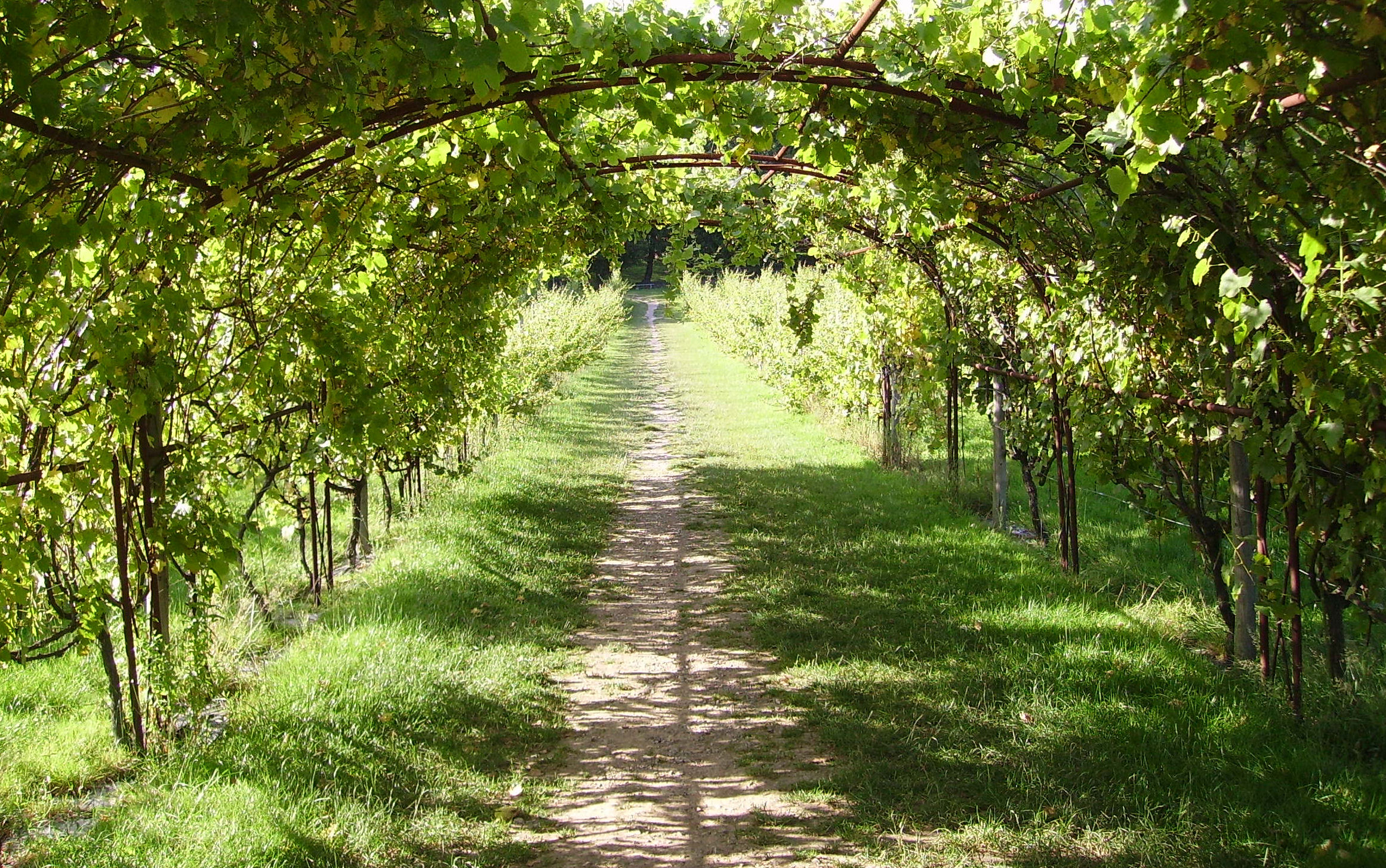
Pèrgola amb parra de raïm prop de Grommbridge (Regne Unit)